# Pierre Henri Allix
Pour les articles homonymes, voir Allix.
Pierre Henri Allix (né à Caen le 19 juillet 1904 et mort dans le 16e arrondissement de Paris le 18 décembre 1960) est un haut fonctionnaire français spécialisé dans les affaires financières.

## Biographie

### Famille et formation
Il est fils d’Edgard Allix (1874-1936), professeur de droit et spécialiste de sciences financières.
Il a étudié à l’université de Paris ; il est licencié en droit et diplômé de l’École libre des sciences politiques.

### Fonctionnaire des finances
Inspecteur des finances en 1928 et après une longue carrière à la Comptabilité publique, dont il est sous-directeur en 1938 et directeur de 1943 à 1949, Pierre Allix est directeur général des Impôts de 1949 à 1955.
À la tête de cette toute nouvelle direction générale (la DGI), il doit faire face aux remous syndicaux et politiques créés par la fusion des trois anciennes régies fiscales. Surtout il affronte la révolte des petits commerçants menée par Pierre Poujade qui, dans la rue, refusent les contrôles fiscaux et les nouveaux forfaits. Mis en cause pour une note confidentielle du 17 janvier 1953 aux directeurs des impôts, il est attaqué au Parlement puis discrètement mis à l’écart de l’administration active.
Néanmoins il avait validé le projet de TVA de Maurice Lauré. Inspecteur général des finances (à partir de 1956).
Il préside (jusqu’en novembre 1960) la commission à l’équipement urbain au Commissariat général du Plan (CGP).
Sous-gouverneur du Crédit foncier de France depuis mars 1955, Pierre Allix meurt subitement en décembre 1960 à l’âge de 56 ans.

### Théoricien
Ce fut également un enseignant à l'Institut d'études politiques de Paris et un théoricien des finances publiques. Il a rédigé plusieurs ouvrages.

## Distinctions
- Commandeur de la Légion d'honneur[1]. Nommé chevalier en 1938.

## Publications
- Les Contributions indirectes ; Résumé de science financière (1927)
- Règles de la comptabilité publique (1944)
- Les Finances publiques, les ressources publiques (avec François Bloch-Lainé, 1951)
- Finances publiques (1959)

## Sources
- Biographies des principales personnalités françaises décédées au cours de l'année, Hachette, 1961
- Catherine Jumeau, Vies de percepteurs: Fragments autobiographiques, 1918-1993 : Récits du concours "Mémoire du Trésor public", 2001
- « ALLIX Pierre, Henri » page 36 in Béatrice et Michel Wattel (en collaboration avec l'équipe rédactionnelle du Who’s Who in France), Qui était qui, XXe siècle : dictionnaire biographique des Français disparus ayant marqué le XXe siècle, 2e édition 2005, Levallois-Perret éditions Jacques Lafitte,  imprimé en 2004, 1980 pages, 31 cm  (ISBN 2-85784-044-6).